# Hamburg Süd

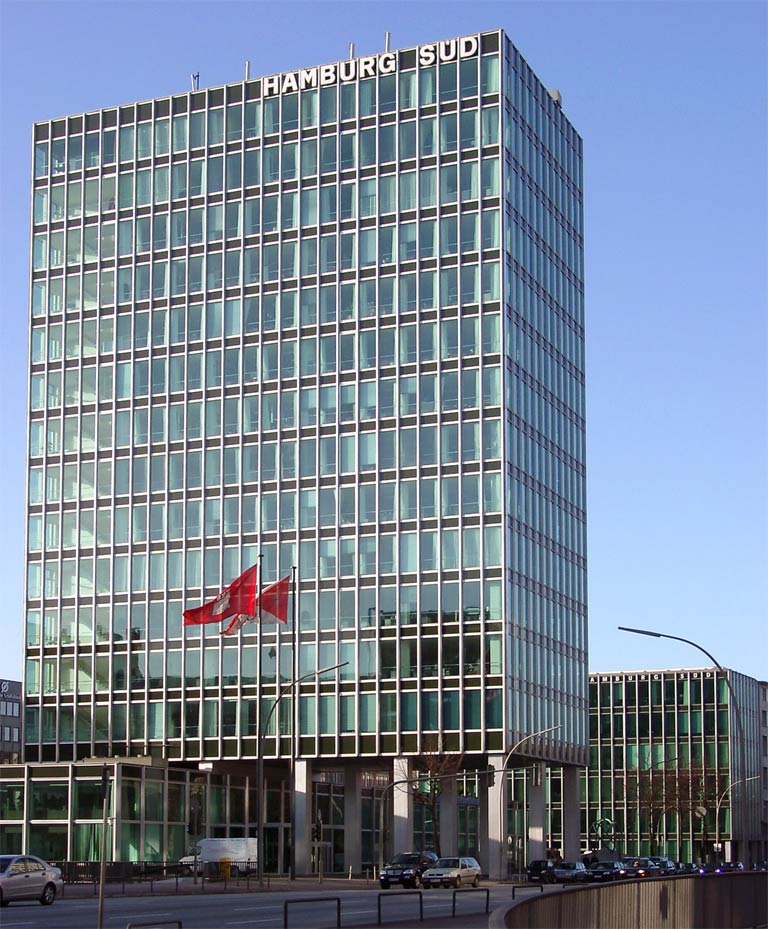
Ehemaliges Hamburg-Süd-Verwaltungsgebäude an der Willy-Brandt-Straße

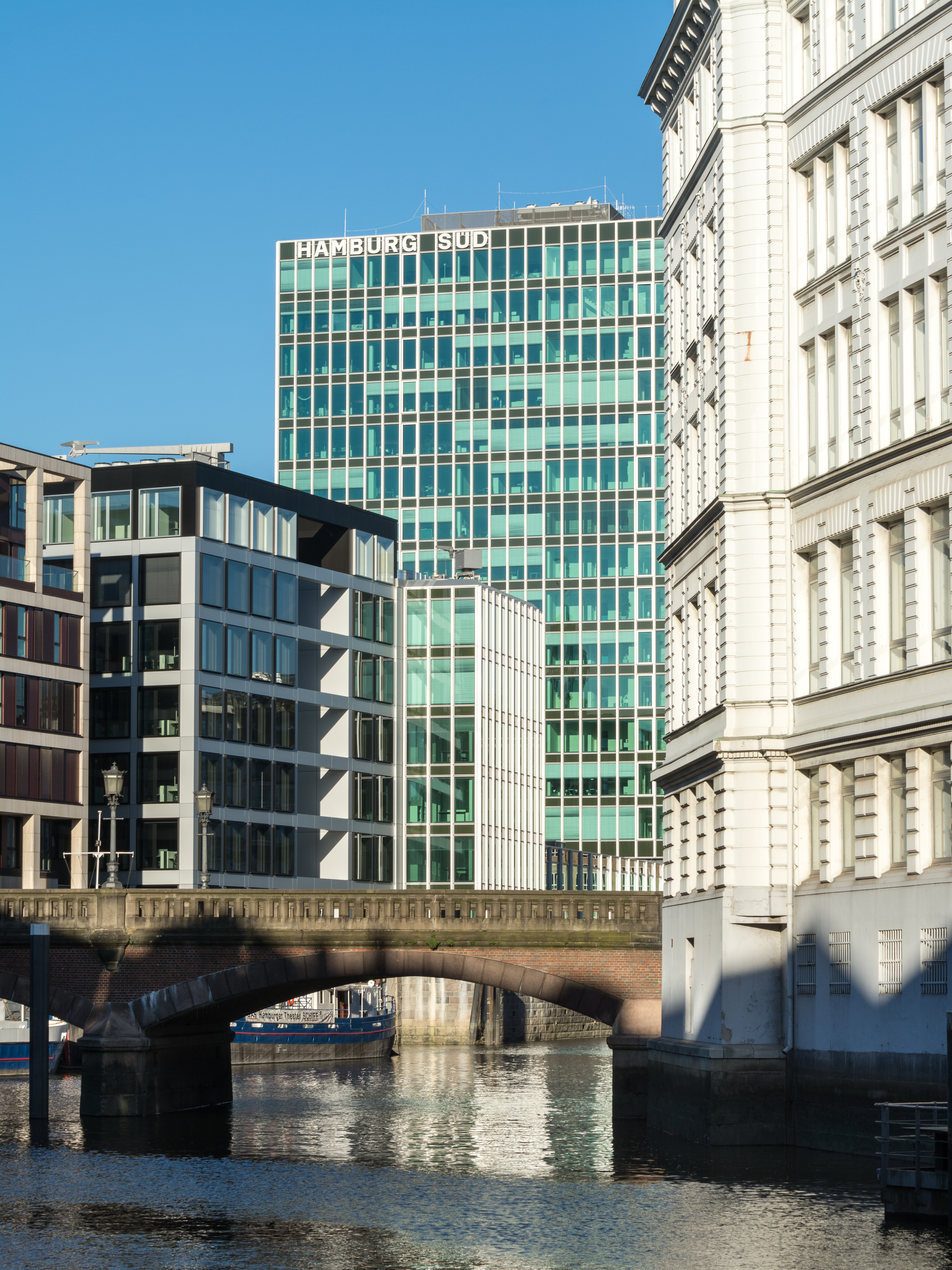
Im Vordergrund rechts das alte Verwaltungsgebäude

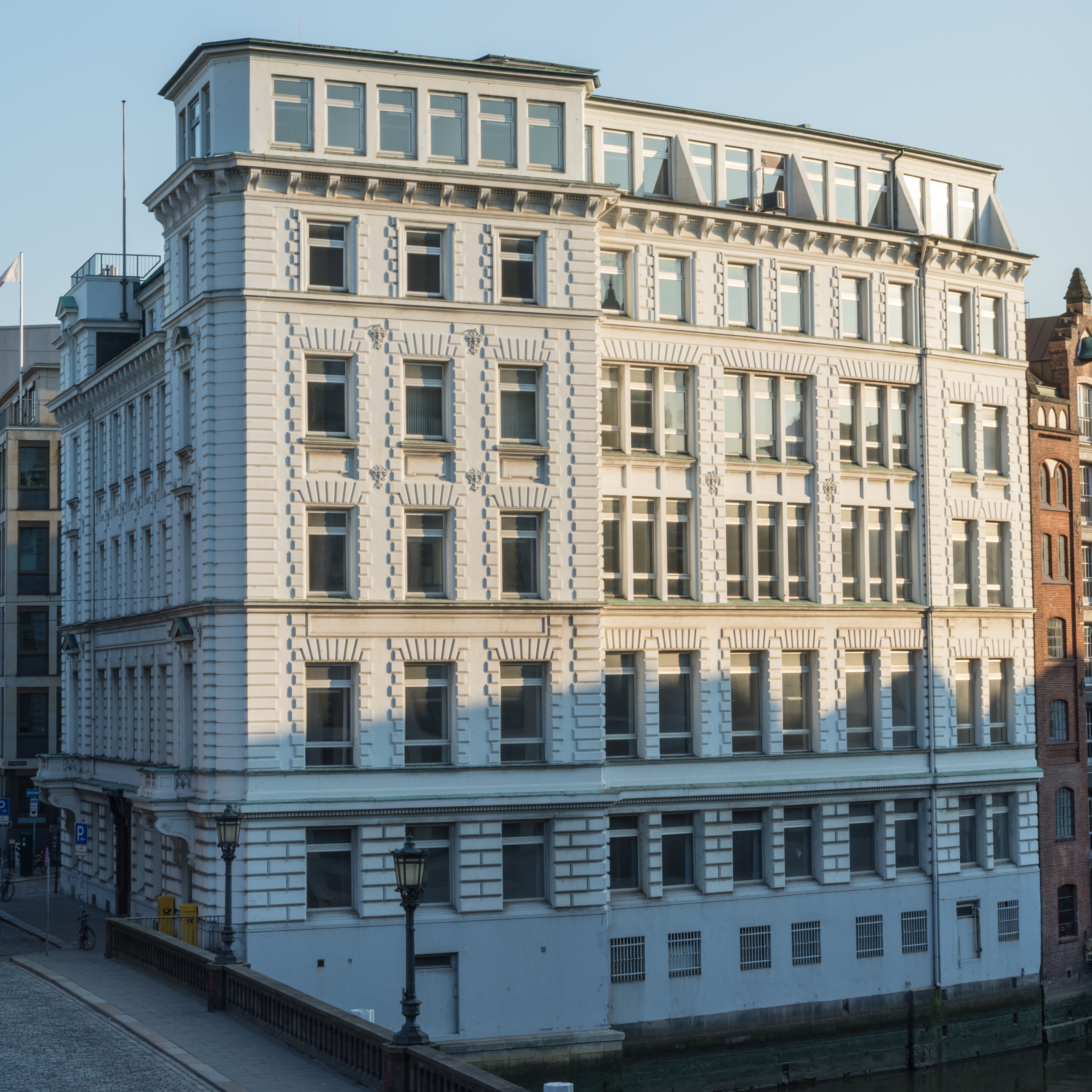
Altes Verwaltungsgebäude Holzbrücke/Cremon

Die Hamburg Süd A/S & Co KG, kurz Hamburg Süd, ist eine ehemalige Reederei mit Sitz in Hamburg. Das Unternehmen wurde 1871 als Aktiengesellschaft von elf Hamburger Handelshäusern gegründet und gehörte von 1955 bis 2017 zur Oetker-Gruppe.
2016 beschäftigte das Unternehmen 6301 Mitarbeiter (davon 4894 an Land), betrieb 177 Schiffe (davon 116 Containerschiffe) und erzielte einen Jahresumsatz von 5,637 Mrd. Euro.
Am 1. Dezember 2016 teilte die Oetker-Gruppe mit, dass sie sich von ihrem Geschäftsfeld Schifffahrt trennen und die Hamburg Süd mit allen Aktivitäten, Tochtergesellschaften sowie dem wesentlichen Geschäftsvermögen an die dänische Reederei Mærsk Line verkaufen werde. Seit dem 1. Dezember 2017 gehört die Hamburg Süd zu A. P. Møller-Mærsk. Die Marke Hamburg Süd wurde zunächst bis 2023 weiterbetrieben. Das Eigentum der 105 Schiffe von Hamburg Süd und die Verantwortung für das Management der Schiffe liegt mit der Übernahme des Unternehmens bei Maersk in Kopenhagen. Die Seeleute auf den Hamburg Süd-Schiffen arbeiten direkt bei Maersk. Im April 2021 übernahm Poul Hestbaek die Geschäftsführung vom Vorgänger Arnt Vespermann.
Hamburg Süd war für den gesamten Handel, der über die Schiffe auf den Routen zwischen Europa und Südamerika, zwischen Asien und Südamerika und zwischen Nord- und Südamerika erfolgt, zuständig. Das Unternehmen ist keine eigenständige Reederei mehr und trat nach der Übernahme durch Maersk aus dem Verband Deutscher Reeder (VDR) aus.

## Geschichte

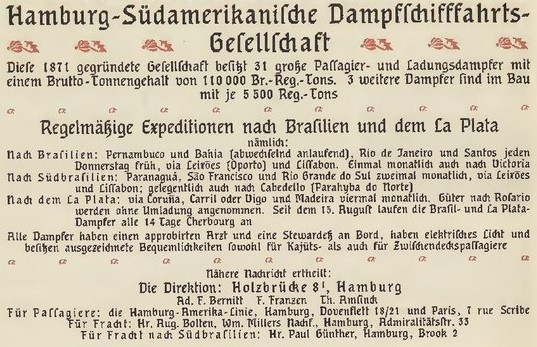
Weltausstellung Paris 1900

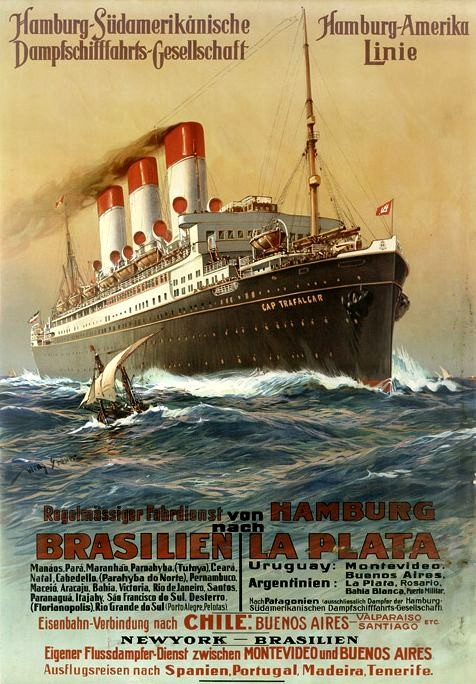
Plakat der Hamburg-Südamerikanischen Dampfschifffahrts-Gesellschaft von 1914

### Anfänge und Zeit bis zum Ersten Weltkrieg
Die Hamburg-Südamerikanische Dampfschifffahrts-Gesellschaft (HSDG) wurde 1871 im Zuge einer Kapitalerhöhung als Nachfolgeunternehmen der seit 1869 bestehenden Hamburg-Brasilianischen Dampfschiffahrts-Gesellschaft gegründet. Das anfängliche Aktienkapital belief sich auf 1,25 Millionen Taler, wovon 65,2 % durch die Commerz- und Disconto-Bank an die Börse gebracht wurden. Weitere 28,5 % wurden durch die Reederei August Bolten und die Hamburg-Brasilianische Dampfschiffahrts-Gesellschaft eingebracht, den Rest übernahmen verschiedene Hamburger Unternehmen. Erster Vorsitzender der Gesellschaft wurde Heinrich Amsinck (1824–1883).
Die neue Reederei übernahm die drei Schiffe der Hamburg-Brasilianischen Dampfschiffahrts-Gesellschaft mit insgesamt knapp 4.000 Bruttoregistertonnen (BRT) und kaufte einen weiteren Dampfer hinzu. Alle vier Schiffe verkehrten im monatlichen Liniendienst zwischen Hamburg und Brasilien sowie Argentinien. Ab 1873 kamen erste Neubauten zur Reederei und im Oktober 1873 mit der 2.247 BRT großen, von der Reiherstiegwerft gelieferten Valpareiso das erste in Deutschland für die HSDG gebaute Schiff. Erster deutscher Konkurrent im Verkehr nach Brasilien und Argentinien wurde schon 1875 der Norddeutsche Lloyd (NDL) aus Bremen, der zeitweise sogar einen höheren Verkehrsanteil erreichte.
1881 gab Heinrich Amsinck aus gesundheitlichen Gründen den Vorsitz des Verwaltungsrats ab. Nachfolger war Ferdinand Laeisz (1801–1887), der bekannte Segelschiffsreeder, der den Vorsitz aber schon 1885 an seinen Sohn Carl Laeisz (1828–1901) übergab. Nach dem Tod seines Bruders Heinrich vertrat Martin Garlieb Amsinck (1831–1905) die Familie Amsinck im Verwaltungsrat. Bis 1885 wuchs die Flotte der Reederei auf 16 Dampfer mit 30.000 BRT.
Die im Oktober 1890 von Blohm & Voss für den Brasilien-Dienst gelieferte Amazonas war das erste Schiff der Reederei von über 3.000 BRT Größe. Die 4.000 BRT wurden im Oktober 1895 mit der Asuncion (4.663 BRT, Blohm & Voss) erreicht, dem Typschiff einer Serie von elf Schiffen, die von Blohm & Voss und der Reiherstiegwerft bis 1899 geliefert wurden. Im Jahr 1900 kamen mit den ersten Cap-Dampfern erstmals Schiffe in den Dienst der HSDG, die über luxuriöse Passagiereinrichtungen verfügten. Die neun Schiffe bis 1914, deren Namen mit Cap begannen, gehörten bei ihrer Indienststellung zu den größten auf der Route nach Südamerika eingesetzten Schiffen. Mit ihren gelben Schornsteinen unterschieden sie sich auch äußerlich von den einfacheren Schiffen der HSDG. Die 1900 als dritter Cap-Dampfer von der Flensburger Schiffbau-Gesellschaft gebaute Cap Verde war der erste Neubau, der von einer anderen deutschen Werft geliefert wurde als den vorgenannten Hamburger Werften, die aber bis 1914 Hauptlieferanten der HSDG blieben.
Am 1. November 1900 kaufte die Hamburg-Amerikanische Packetfahrt-Actien-Gesellschaft (Hapag) unter Albert Ballin die 14 in der Südamerikafahrt beschäftigten Dampfer der Reederei A. C. de Freitas & Co., seit 1892 ein Poolpartner, seit Januar 1900 aber der Hauptkonkurrent der HSDG in der Südamerikafahrt. Um einem Ratenkampf mit diesem mächtigen neuen Konkurrenten aus dem Weg zu gehen, beschloss man einen Gemeinschaftsdienst der beiden Hamburger Reedereien, wobei der Hamburg-Süd zwei Drittel und der Hapag ein Drittel des Verkehrs zufallen sollte.
1906 begann mit den Dampfern Cap Vilano und Cap Arcona (I) in der Südamerikafahrt das Zeitalter der luxuriösen Passagierdampfer, wobei die Hapag noch zwei weitere Schwesterschiffe bauen ließ. Mit der Cap Finisterre (14.503 BRT, 16,5 kn) folgte 1911 der erste Schnelldampfer. 1914 kam dann als neues Flaggschiff der HSDG-Flotte noch die Cap Trafalgar (18.710 BRT, 17 kn) in Dienst.
1914 verfügte die Reederei über 56 Schiffe mit insgesamt 325.031 BRT. Sie war damit die viertgrößte deutsche Reederei nach der Hapag, dem NDL und der DDG Hansa. In Bau befanden sich der fast fertige Schnelldampfer Cap Polonio, der erstmals 20.000 BRT überschreiten sollte, und drei kleinere Frachtdampfer.

### Kriegseinsatz
Der erste Verlust eines Schiffes trat am 14. August 1914 ein, als die Santa Catharina (4.247 BRT, 1907) auf einer Reise von New York nach Santos vom britischen Kreuzer Glasgow kurz vor ihrem Ziel gekapert wurde. Die Briten brachten ihre Beute zur brasilianischen Insel Abrolhos, die sie als Versorgungsbasis nutzten. Dort geriet die Bunkerkohle der Santa Catharina in Brand und nach vergeblichen Löschversuchen versenkte die Glasgow am 20. August das deutsche Schiff.
Das Flaggschiff der HSDG, die Cap Trafalgar, hatte bei Kriegsausbruch Buenos Aires erreicht und sollte als Hilfskreuzer eingesetzt werden. Sie lief am 18. August Montevideo an, übernahm dort Kohlen und lief am 23. August wieder aus, um sich mit dem aus Kapstadt kommenden Kanonenboot Eber zu treffen, das seine Waffen und den großen Teil seiner Besatzung an den Schnelldampfer abgab und ihn am 31. August als Hilfskreuzer in Dienst stellte. Nach einer erfolglosen ersten Suchfahrt wurde die Cap Trafalgar bei einem Treffen mit deutschen Versorgungsschiffen am 14. September 1914 bei der brasilianischen Insel Trinidade vom britischen Hilfskreuzer Carmania überrascht, der die Cap Trafalgar versenkte.
Am 8. Dezember 1914 versenkte der britische Kreuzer Bristol bei den Falklandinseln die Santa Isabel (5.199 BRT, 1914), die seit August als Versorger dem Kleinen Kreuzer Dresden und dann dem Kreuzergeschwader gedient hatte.
Die Dresden war zuvor schon von der Corrientes (3.720 BRT, 1894) versorgt worden, und der Karlsruhe dienten die HSDG-Dampfer Asuncion (4.663 BRT, 1895) und Rio Negro (4.613 BRT, 1905) als Versorger. Der Rio Negro gelang es, die Überlebenden der Karlsruhe nach deren Untergang in die Heimat zu bringen. Das Einlaufen der Asuncion mit über 400 Gefangenen der Karlsruhe nach Belém führte zu einer stärkeren Kontrolle der deutschen Schiffe in Brasilien und dem Hinweis an die Botschaft, man werde weitere Versorgungen von Kriegsschiffen durch die aufliegenden Schiffe nicht dulden.
In der Heimat ging die als Sperrbrecher eingesetzte Sao Paulo (4.724 BRT, 1896) am 14. Januar 1915 durch einen Minentreffer in der Nordsee verloren und im September/Oktober 1915 gingen die Entrerios (4.395 BRT, 1902), die Gutrune (3.039 BRT, 1906) und die Pernambuco (4.788 BRT, 1897) im Erztransport von Luleå in Schweden nach Deutschland verloren, wobei die beiden letzteren vom britischen U-Boot E9 versenkt wurden.
Der Kriegseintritt Portugals auf Seiten der Entente 1916 führte zum Verlust von vier HSDG-Schiffen, die dort Zuflucht gesucht hatten, der von Brasilien 1917 von vierzehn Schiffen und der von Uruguay von einem weiteren HSDG-Dampfer. Die Waffenstillstands- und Kapitulationsbedingungen nach dem Ersten Weltkrieg führten dann zum Totalverlust der Flotte der Reederei, da auch die in neutralen Staaten internierten Schiffe auszuliefern waren.

### Zwischenkriegszeit

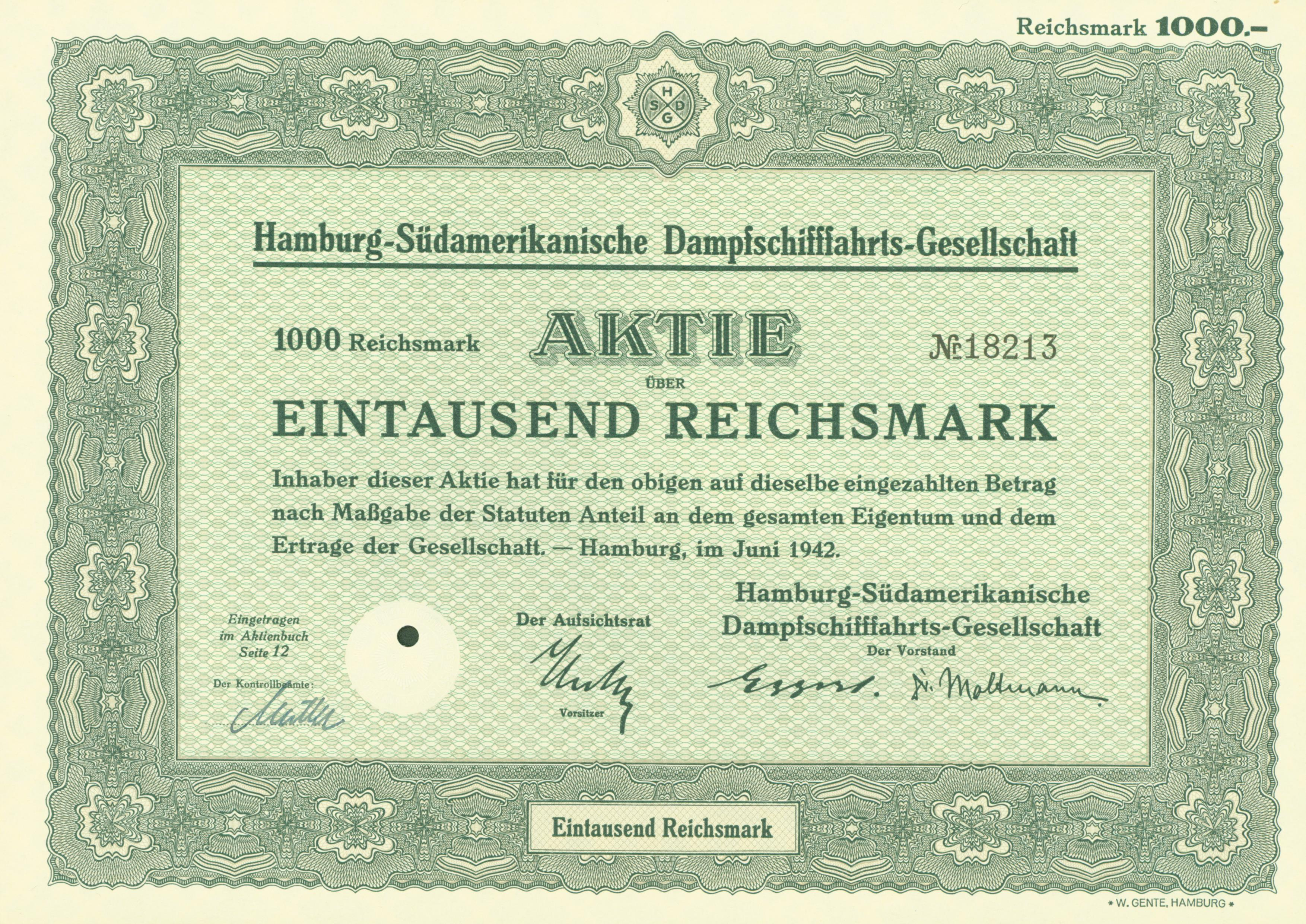
Aktie über 1000 RM der Hamburg-Südamerikanischen Dampfschifffahrts-Gesellschaft vom Juni 1942

Nach dem Ersten Weltkrieg besaß die Hamburg Süd daher kein einziges Seeschiff mehr. Der Betrieb wurde zunächst mit gecharterten Schiffen wieder aufgenommen und die Linienschifffahrt neu konzipiert. Sechs ausgelieferte Schiffe wurden auch 1921/1922 zurückgekauft. Mit der wieder erworbenen Cap Polonio stieg die Reederei 1922 in das Geschäft mit Kreuzfahrten ein. Nach Abschluss des ersten Neubauprogramms mit staatlicher Förderung verfügte die Hamburg-Süd am 1. Januar 1924 über 17 Schiffe mit 129.447 BRT und war weiterhin die viertgrößte deutsche Reederei. Für den Liniendienst und das Kreuzfahrtgeschäft hatten die fünf über 13.000 BRT großen Motorschiffe der Monte-Klasse die größte Bedeutung, die zwischen 1924 und 1931 in Dienst kamen. 1927 wurde die turbinengetriebene Cap Arcona (II) als neues Flaggschiff der Passagierflotte der Reederei in Dienst gestellt.
Die Versuche des Norddeutschen Lloyd, einen beherrschenden Einfluss auf die Hamburg-Süd zu gewinnen, scheiterten zwar, aber es kam im Mai 1931 zu einer Verschmelzung der Aufsichtsratsposten der Hamburg-Süd mit denen des NDL und der Hapag. Auch musste die Hamburg-Süd dem Norddeutschen Lloyd die Antonio Delfino und die Cap Norte überlassen. Die Selbstständigkeit der Reederei schien zu enden.
Im Dritten Reich wurde dann aber die Entflechtung der deutschen Großreedereien fortgesetzt, die in der vorangehenden Wirtschaftskrise begonnen worden war, als die meisten deutschen Reedereien in staatliche Abhängigkeit gerieten. Hapag und NDL mussten auf ihre Dienste zur südamerikanischen Ostküste weitgehend verzichten, und ein Monopol für die deutschen Linien entstand für die Hamburg-Süd nach Südbrasilien und zum La Plata. Die Großreedereien mussten auch ihre in diesem Fahrtgebiet eingesetzten Schiffe weitgehend an die Hamburg-Süd übertragen, die so fünfzehn Schiffe von der Hapag (von denen die General Osorio das größte und modernste war) und zehn vom NDL erhielt, darunter auch etliche Vorkriegsbauten. Auch die Antonio Delfino und die Cap Norte (die zwischenzeitlich beim NDL umbenannt worden waren) kehrten in den Dienst der Reederei zurück.
Vor 1936 hatte die Reederei keine Kühlschiffe. Ab 1936 wurden neun Schiffe für Kühlladung umgebaut, alle konnten tiefgekühltes Fleisch transportieren, einige Früchte. 1936 beteiligte sich der Oetker-Konzern mit 25 Prozent an der Hamburg Süd und Richard Kaselowsky wurde Aufsichtsratsvorsitzender.
1939 besaß die Reederei 52 Schiffe mit insgesamt 402.732 BRT, die größte Flotte in ihrer Geschichte.

### Nach dem Zweiten Weltkrieg

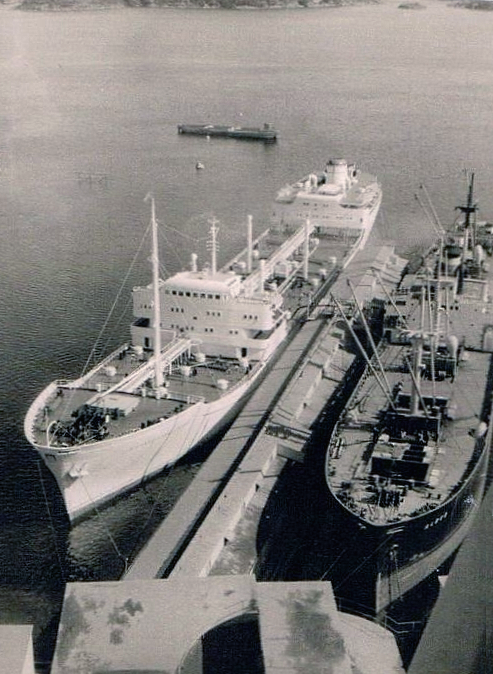
Der Oetker-Tanker Richard Kaselowsky im Hafen von Brevik (1960)

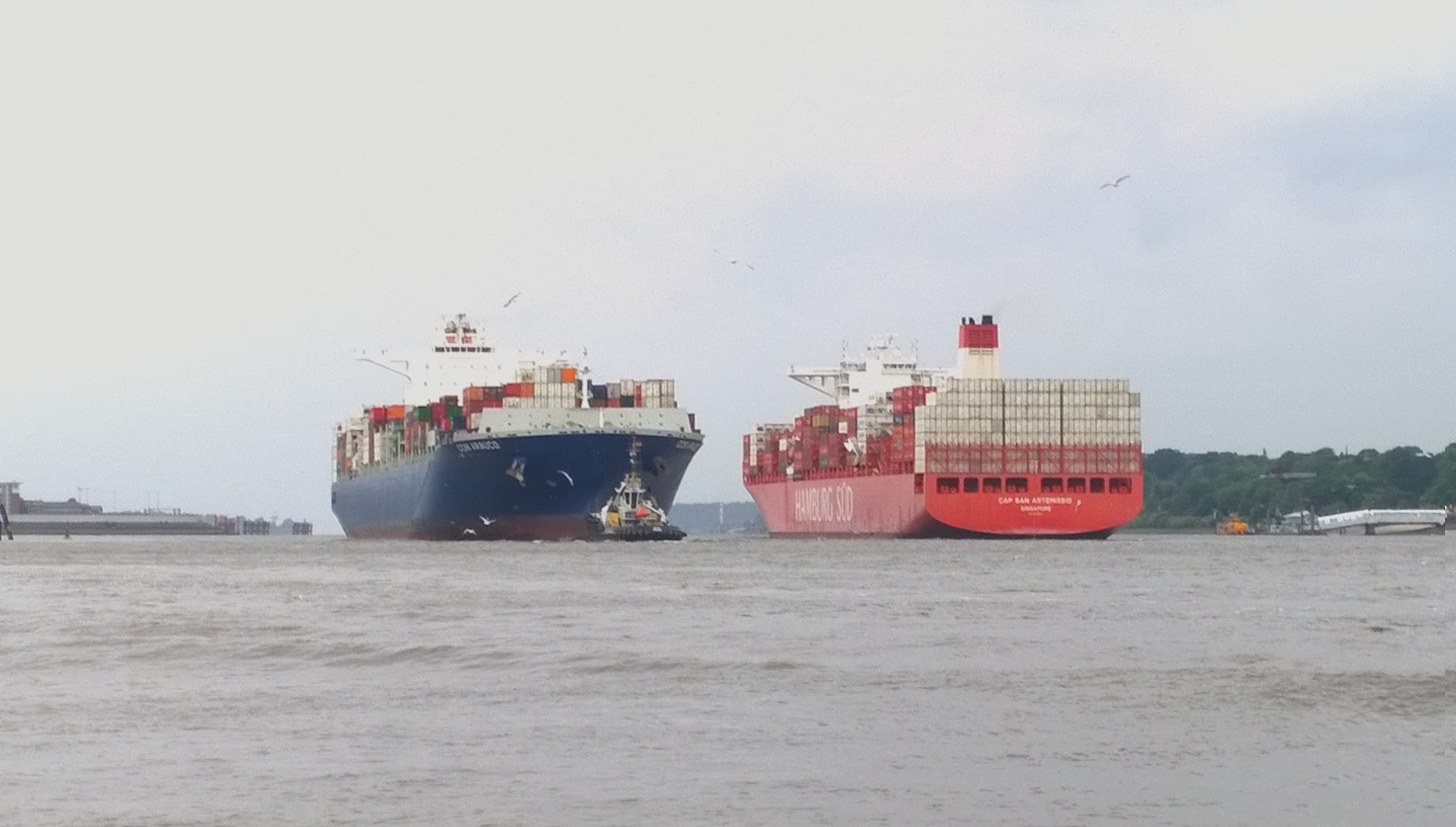
Schiffsbegegnung der CCNI Arauco und Cap San Artemissio auf der Elbe

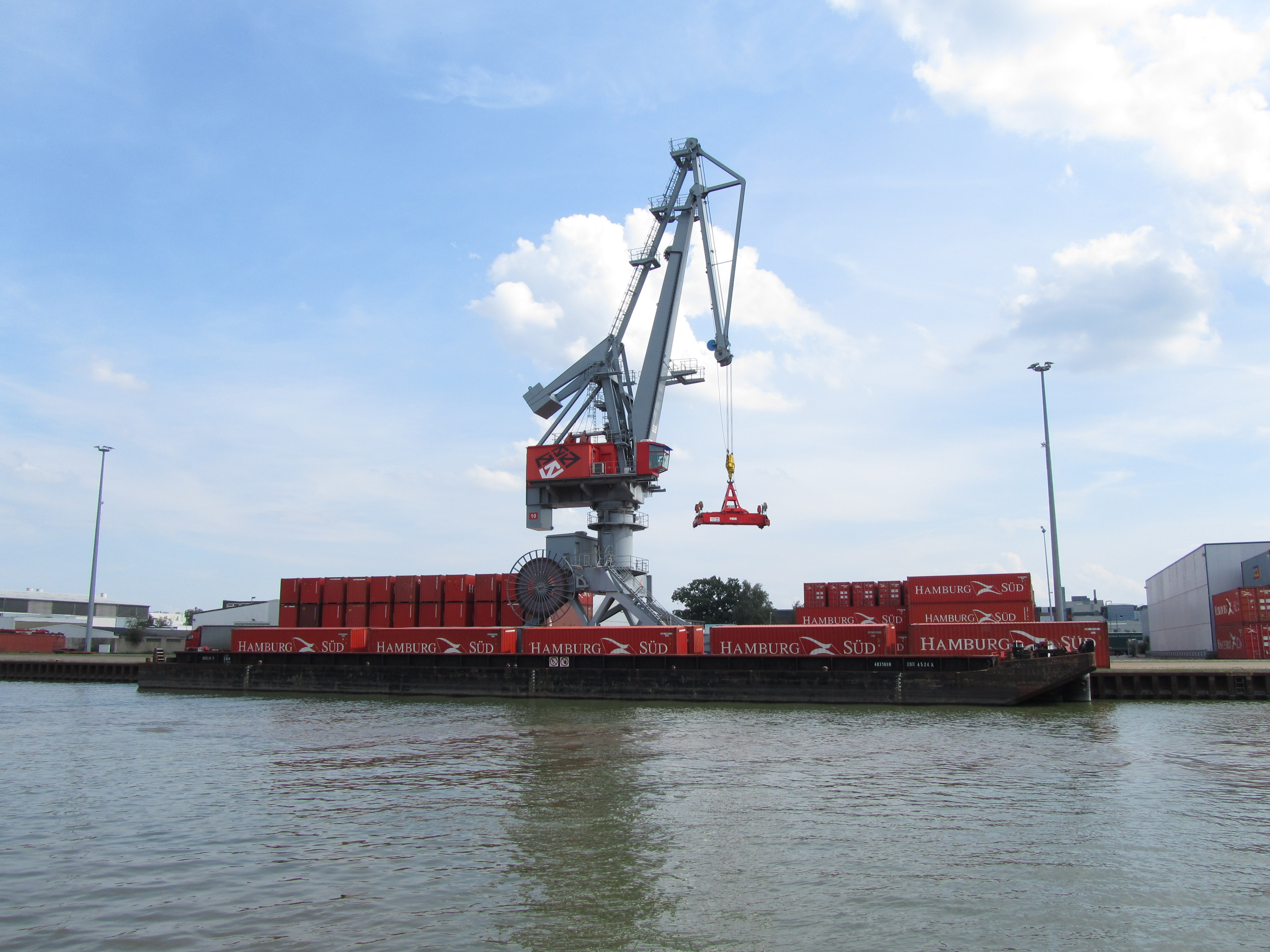
Hamburg-Süd-Container

Mit dem Zweiten Weltkrieg ging die Flotte der Reederei ein weiteres Mal verloren. 1951 wurde der Liniendienst zwischen Europa und der südamerikanischen Ostküste wieder aufgenommen. Ein Jahr später begann die Gesellschaft mit der Tankschifffahrt und, im Zusammengehen mit der Rudolf A. Oetker KG, mit einer Erweiterung ihrer Kapazitäten im Kühlschiffdienst. 1955 erfolgte die vollständige Übernahme durch die Oetker-Gruppe.
1956 erfolgte durch Übernahme der Deutschen Levante-Linie der Einstieg in die Mittelmeerfahrt und 1957 die Aufnahme des Liniendienstes zwischen Nord- und Südamerika unter dem Namen „Columbus Line“. Ab 1963 verkehrten die Schiffe der „Columbus Line“ auch zwischen Nordamerika und Australien/Neuseeland. Ab 1971 wurden mit der Columbus-New-Zealand-Klasse die ersten Containerschiffe zwischen der US-Ostküste und Australien/Neuseeland eingesetzt. 1980 kam auch der Dienst zwischen Europa und Südamerika hinzu.
Ab 1986 weitete die Reederei durch Übernahme anderer Schiffslinien ihr Unternehmen stark aus, beginnend mit der Übernahme der Deutsche-Nah-Ost-Linie. 1989 erfolgte der Erwerb von 50 % an der spanischen Reederei Ybarra y Cia. Sudamérica S.A. (Ybarra Sud) (die dann im Februar 2006 vollständig übernommen wurde), 1990 die Übernahme der britischen Furness Withy Group, die u. a. Eigner der bekannten Royal Mail Line und der Pacific Steam Navigation Company (PSNCo) war. Im gleichen Jahr wurden auch die schwedische Swedish Laser Lines und die niederländischen Rotterdam Zuid-America Lijn (RZAL) und Havenlijn erworben.
1998 wurde die brasilianische Aliança und die South Seas Steamship eingegliedert, 1999 die South Pacific Container Lines und der Europa-Südamerika-Liniendienst der Transroll. 2000 erfolgte der Erwerb der Inter-America Services der US-amerikanischen Crowley American Transport (CAT). Dem folgte 2003 die Übernahme der Ellerman Lines, die im Mittelmeer- und Indien-/Pakistan-Dienst tätig war, und der Asien-Südamerika-Liniendienste der Kien Hung. Im Januar 2004 wurden die Dienste der „Columbus Line“ und der Crowley American Transport unter dem Namen Hamburg-Süd konsolidiert, ebenso 2005 die der Ellerman-Gruppe und im November 2006 die der Ybarra Sud. 2006 wurden die Frachtdienste zwischen Australien/Neuseeland und Asien und Nordamerika, zusammengefasst unter dem Namen „FANZL Fesco Australia New Zealand Liner Services“, von der Fesco Ocean Management Ltd. erworben (die Marke FANZL ist zum 1. Januar 2008 durch Hamburg Süd ersetzt worden). Im September 2006 ging die Reederei im Fahrtgebiet Asien–Australien mit Hapag-Lloyd, Hyundai Merchant Marine und Shandong Yantai International Marine Shipping Container Company eine Kooperation ein. Zum 1. Dezember 2007 erfolgte die Übernahme der Linienaktivitäten der italienischen Costa Container Lines (CCL).
Wie fast alle Reedereien ist auch Hamburg Süd von der Mitte 2008 ausgebrochenen schweren Schifffahrtskrise betroffen. Anfang 2013 war deshalb eine Verschmelzung mit Hapag-Lloyd im Gespräch, die scheiterte. Am 25. Juli 2014 gab Hamburg Süd bekannt, die Liniendienste und das Agenturnetz der chilenischen Reederei Compañía Chilena de Navegación Interoceánica (CCNI) unter dem bestehenden Markennamen bis zum Ende 2014 zu übernehmen. Die Übernahme erfolgte tatsächlich im März 2015.

### Verkauf der Reederei

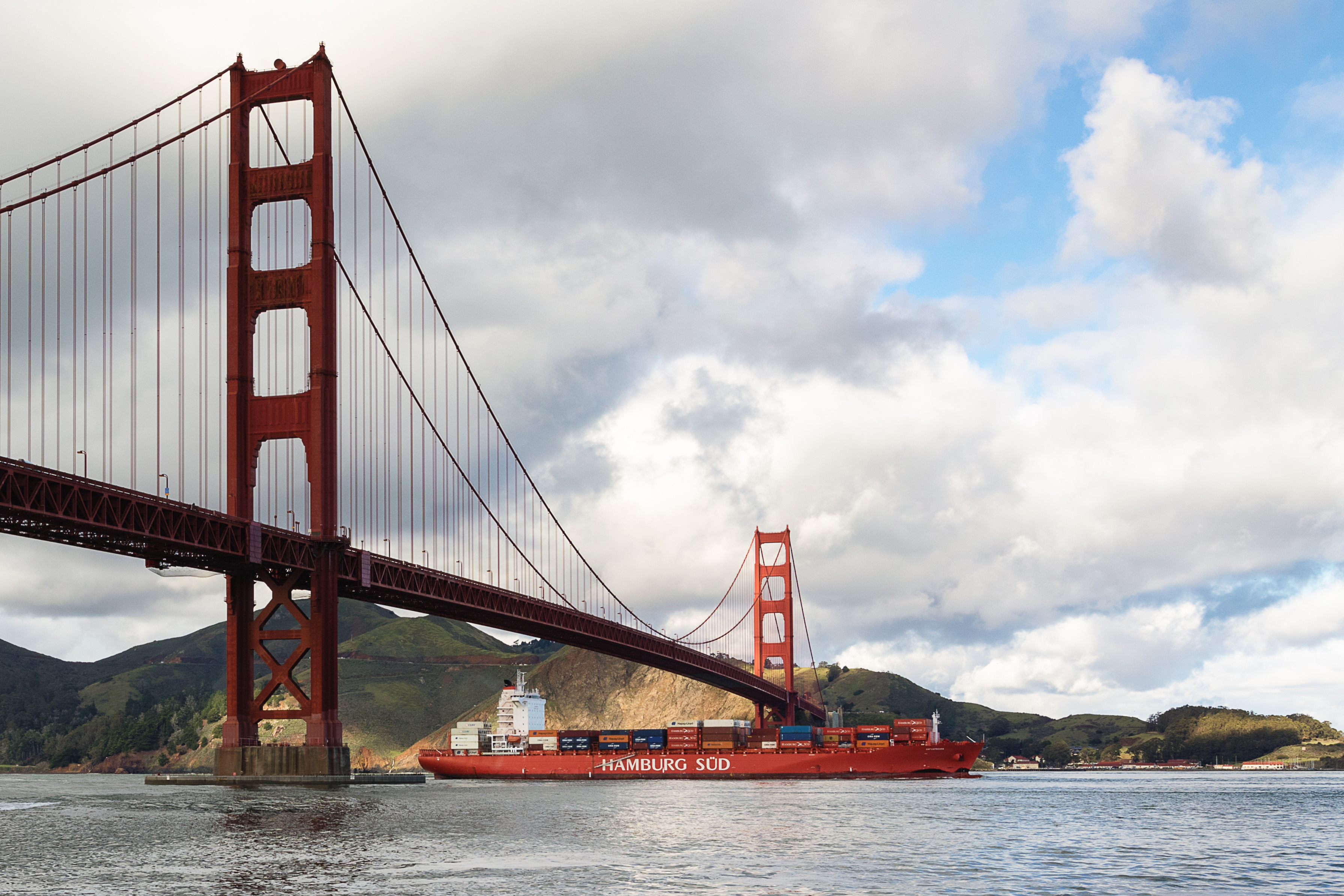
Ein Containerschiff der Hamburg Süd passiert im Januar 2017 die Golden Gate Bridge

Am 1. Dezember 2016 teilte die Oetker-Gruppe mit, dass sie sich von ihrem Geschäftsfeld Schifffahrt trennen und die Hamburg Süd mit allen Aktivitäten, Tochtergesellschaften sowie dem wesentlichen Geschäftsvermögen verkaufen wird. Am 28. April 2017 haben die Gesellschafter und der Beirat der Dr. August Oetker KG den von der Dr. August Oetker KG mit der Mærsk Line vereinbarten Vertrag über den Verkauf der Hamburg Südamerikanische Dampfschifffahrts-Gesellschaft KG (Hamburg Süd) einschließlich aller Tochtergesellschaften sowie der zugehörigen Reedereien genehmigt. Der Vertrag bedurfte der Genehmigung zahlreicher Kartellbehörden. Seit dem 1. Dezember 2017 gehört die Hamburg Süd zu A.P. Møller-Mærsk.
Das Eigentum der 105 Schiffe von Hamburg Süd und die Verantwortung für das Management der Schiffe liegt mit der Übernahme des Unternehmens bei Maersk in Kopenhagen. Die Seeleute auf den Hamburg Süd-Schiffen arbeiten direkt bei Maersk. Die Schiffe, die bisher unter deutscher, singapurischer, liberianischer oder portugiesischer Flagge fuhren, wurden 2018 nach Singapur, Großbritannien und Dänemark ausgeflaggt.
Hamburg Süd war nach der Unternehmensübernahme für den gesamten Handel, der über die Schiffe auf den Routen zwischen Europa und Südamerika, zwischen Asien und Südamerika und zwischen Nord- und Südamerika erfolgt, zuständig. Das Unternehmen ist keine eigenständige Reederei mehr und trat nach der Übernahme durch Maersk aus dem Verband Deutscher Reeder (VDR) aus.
Am 27. Januar 2023 gab Maersk bekannt, fast alle Logistikmarken in die Muttermarke Maersk zu integrieren. Damit wurde auch das Ende des Namens Hamburg Süd beschlossen. Der gleichnamige, seit knapp 60 Jahren am Verwaltungsgebäude in der Willy-Brandt-Straße bestehende Schriftzug, wurde Ende Februar 2023 entfernt.

## Schiffsflotte

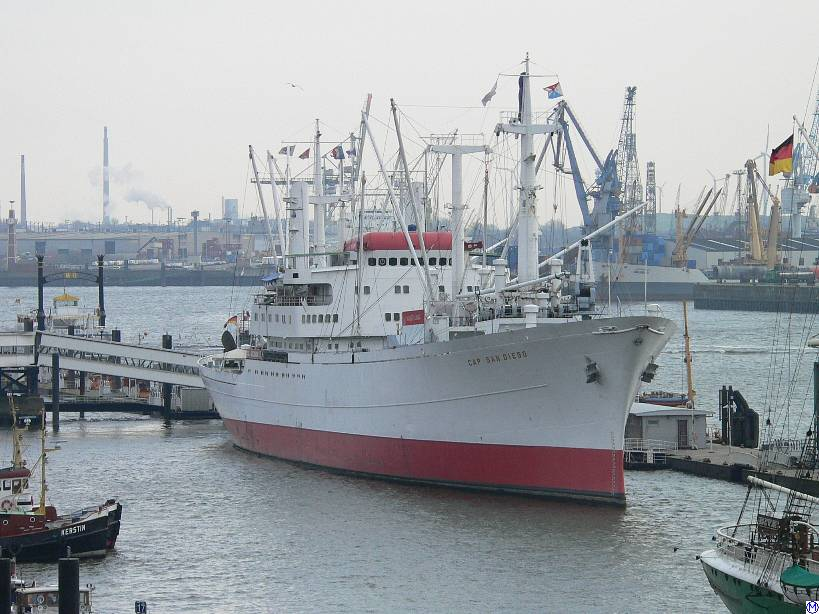
Die Cap San Diego liegt als Museumsschiff an der Überseebrücke im Hamburger Hafen

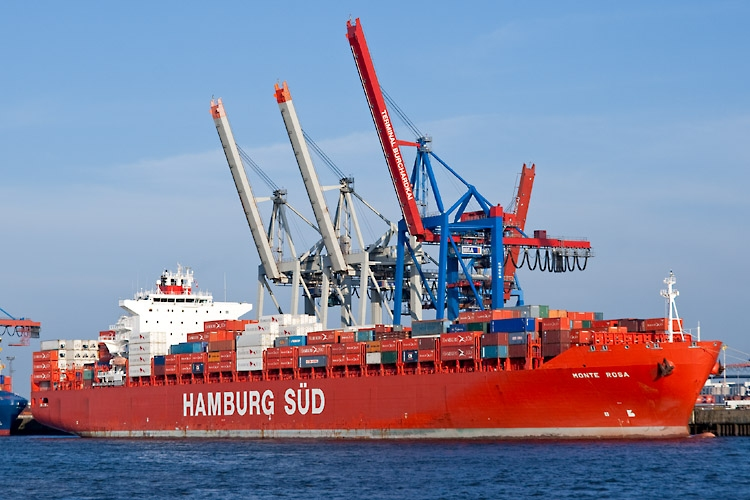
Die Monte Rosa liegt am Burchardkai im Hamburger Hafen

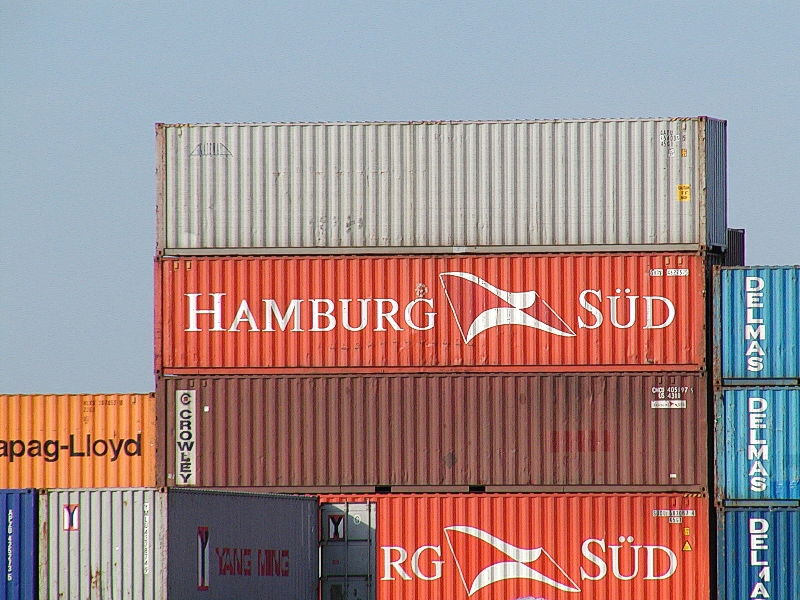
Die Hamburg-Süd-Container gehen um die Welt, hier im Hamburger Hafen …

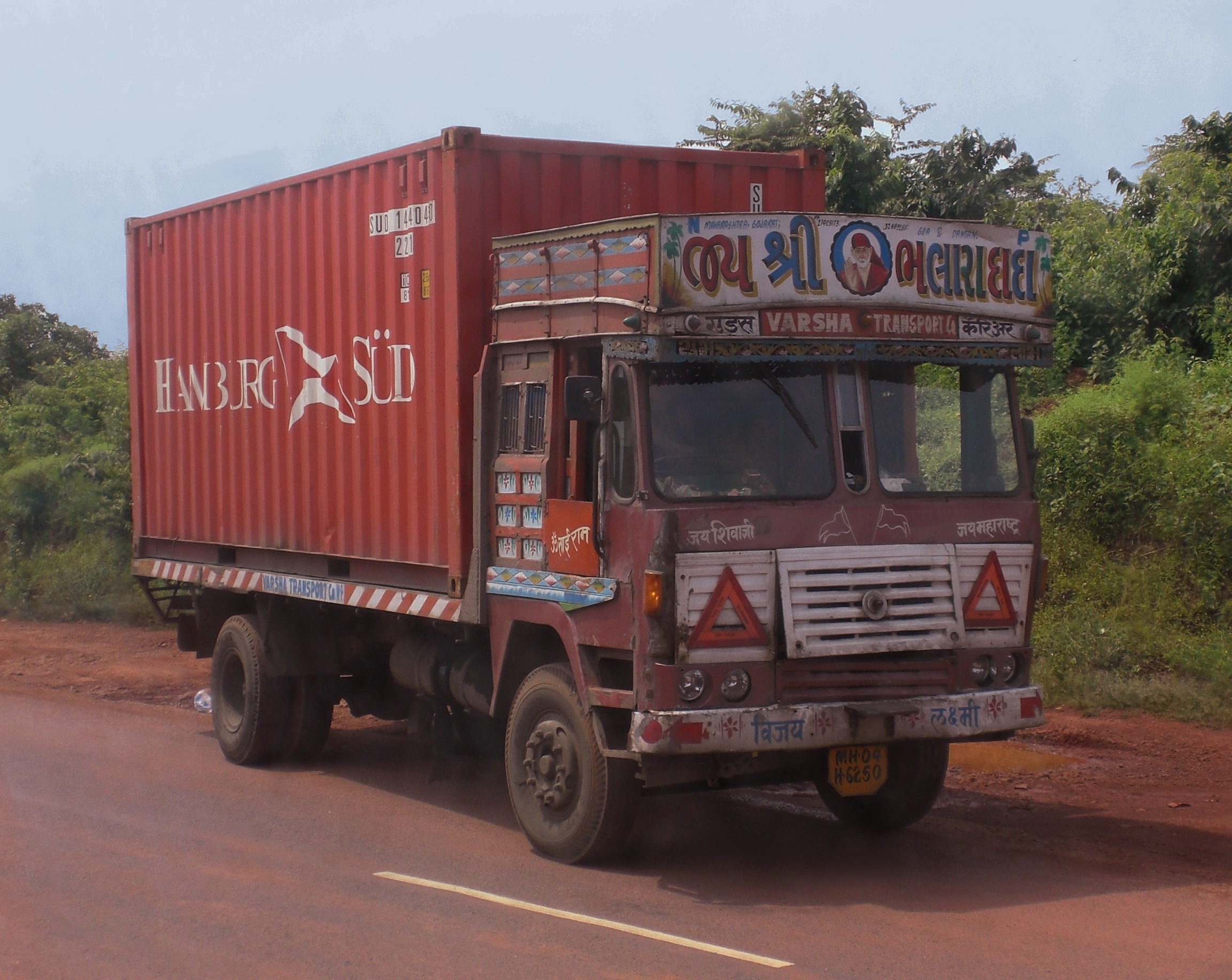
… und hier auf einem indischen Lkw

### Allgemein
Hamburg Süd hatte 2016 48 eigene und 68 gecharterte Containerschiffe mit einer Gesamtkapazität von 590.000 TEU. Daneben wurden 61 gecharterte Trampschiffe betrieben (Stand 2016).
Von der Cap-San-Klasse, sechs baugleichen Stückgutfrachtern, die in den 1950er bzw. Anfang der 1960er-Jahre gebaut wurden und deren Name jeweils mit „Cap San“ begann, existiert heute noch das bekannte Museumsschiff Cap San Diego.

### Containerschiffe ab 2001
In den Jahren 2001 und 2002 ließ die Hamburg Süd eine neue Cap-San-Klasse bei der Samsung H.Ind. in Südkorea bauen. Hierbei handelte es sich um eine Serie von sechs Containerschiffen mit jeweils 40.085 BRZ und 3.739 TEU. Die alten Namen wurden weitgehend übernommen, anstatt Cap San Diego wurde jedoch Cap San Raphael vergeben. Die Cap Jackson und die Cap Jervis wurden mit jeweils 4.600 TEU in den Liniendienst von Asien über Mexiko zur südamerikanischen Westküste eingefädelt.
Zwischen Mai 2004 und Juni 2005 wurden sechs identische 69.132 BRZ und 5.552 TEU Containerschiffe der Monte-Klasse vom Stapel gelassen. Eine zweite Serie von vier Monte-Schiffen wurde zwischen November 2007 und März 2009 abgeliefert. Die ersten sieben Schiffe wurden bei der Daewoo SB, Okpo in Südkorea, die letzten drei bei der Daewoo Mangalia in Rumänien gebaut.
Im Jahr 2007 wurden sechs Schiffe der Bahia-Klasse bei Daewoo in Okpo erbaut. Diese 34.500-BRZ-Schiffe bieten mit 3.752 TEU etwa so viel Stellplatz wie die Schiffe der Cap-San-Klasse von 2001.
Am 17. März 2008 wurde mit der Rio de la Plata das erste von insgesamt sechs Schiffen der Rio-Klasse getauft. Das zu seiner Zeit größte Schiff der Unternehmensgeschichte bietet eine Stellplatzkapazität von 5.905 TEU bei 73.899 BRZ. Die ersten drei Schiffe wurden bei Daewoo in Okpo in Südkorea, die letzten drei bei Daewoo in Rumänien gebaut.
Im Jahre 2009 wurden zehn Containerschiffe der Santa-Klasse mit je 7.100 TEU Stellplätzen bei Daewoo in Okpo in Südkorea zur Ablieferung von 2010 bis 2012 bestellt. Sie wurden zwischen Oktober 2010 und Juni 2012 abgeliefert.
Im März 2011 wurden sechs Containerschiffe der dritten Cap-San-Klasse zu je 9600 TEU bei der Hyundai Heavy Industries zur Lieferung Mai 2013/2014 geordert. Zusätzlich wurde die Option auf weitere vier Schiffe ebenfalls eingelöst.
2014 wurden die drei von Hyundai Heavy Industries gebauten Schiffe der San-Klasse in Dienst gestellt.
Von der Polar-Klasse, die seit 2017 abgeliefert wurde, betrieb Hamburg Süd 2018 sieben Containerschiffe. Die Schiffe haben eine Kapazität von 3.800 TEU, verfügen über 870 Kühlcontainer-Anschlüsse (Reefer Plugs) und wurden in China bei Jiangsu New Yangzi Shipbuilding gebaut.

## Humanitäre Hilfe
Als global tätiges Unternehmen unterstützte Hamburg Süd mit den Transportkapazitäten ihrer Schiffe internationale Hilfsorganisationen. Hilfsgüter sowie technisches oder medizinisches Equipment gelangten so schnellstmöglich zu bedürftigen Menschen und trugen dazu bei, die schlimmste Not nach Naturkatastrophen zu lindern – etwa in Haiti, Pakistan oder Brasilien.
Eine langjährige Verbindung pflegte Hamburg Süd mit den SOS-Kinderdörfern, deren Projekte in unterschiedlichen Ländern gefördert wurden. Das gesellschaftliche Engagement ging auch über die humanitäre Hilfe hinaus. So unterstützte Hamburg Süd unterschiedliche Initiativen in den Bereichen Bildung und Kultur, hierzu gehörten die weltweiten Ausstellungen der United Buddy Bears.